# Aviation Industry Corporation of China

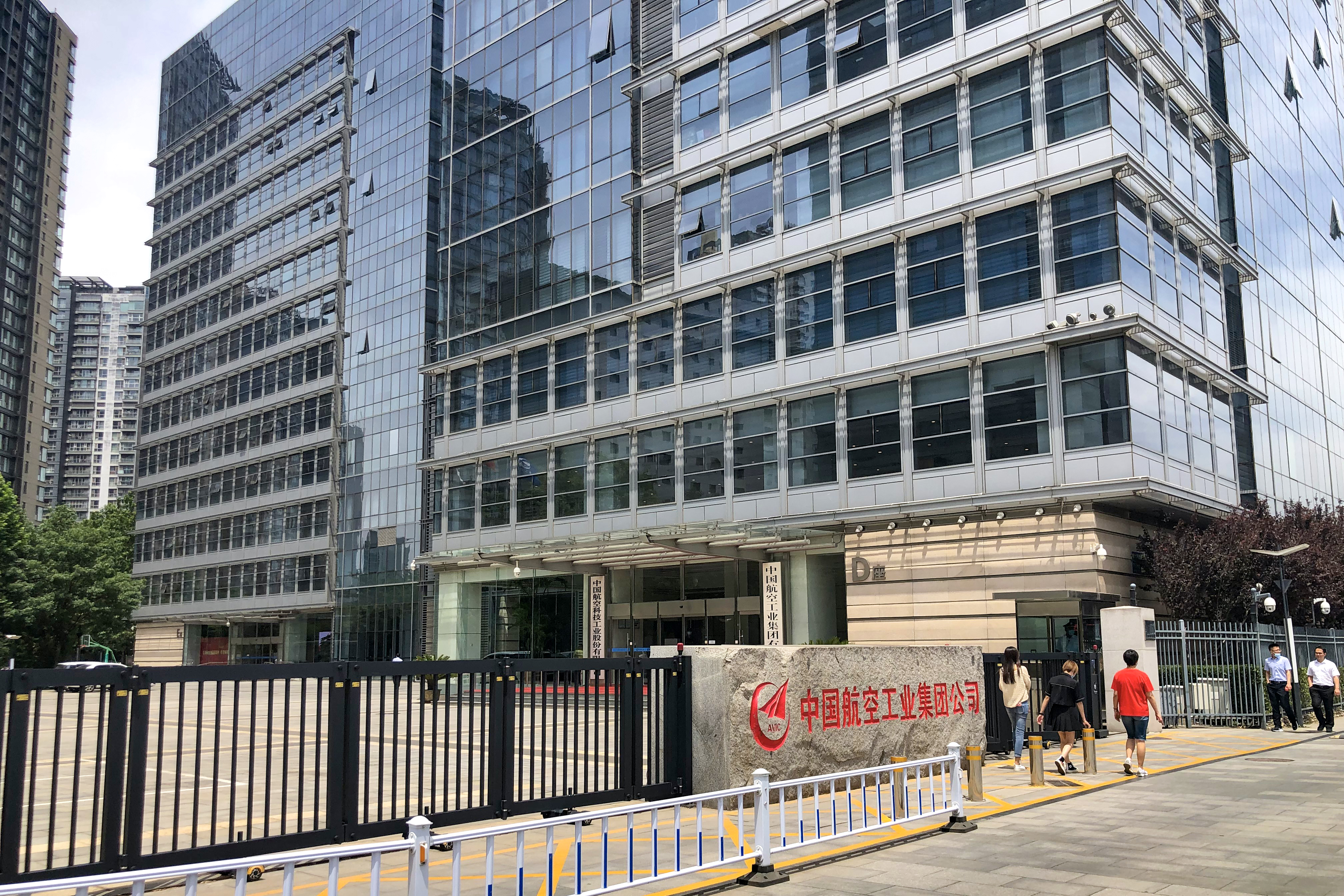
AVIC-Zentrale in Peking, 2021

Die Aviation Industry Corporation of China (AVIC) (chinesisch 中国航空工业集团公司, Pinyin Zhōngguó Hángkōng Gōngyè Jítuán Gōngsī, kurz 中航工业) ist ein staatlicher chinesischer Rüstungs- und Flugzeugkonzern mit Sitz in Sanyuanqiao (三元桥) in Peking. CEO ist Tan Ruisong (谭瑞松).
Verlässliche Daten sind aufgrund von Geheimhaltung nur schwer zu erhalten, aber Fortune gibt den Umsatz des Geschäftsjahres 2020 mit 65,9 Mrd. US-Dollar und die Mitarbeiterzahl mit knapp 418.000 an.

## Geschichte
Die Anfänge des Unternehmens gehen auf das Jahr 1951, also den Koreakrieg, zurück. Seither wurde der Konzern mehrfach umbenannt, unter dem jetzigen Namen existiert er seit 2008, nachdem ein Experiment mit zwei separaten Produzenten AVIC I und AVIC II aufgegeben wurde.
Er ist international vor allem als Zulieferer westlicher Flugzeughersteller bekannt und es existieren bedeutende Joint Ventures, beispielsweise ein Montagebetrieb für den Airbus-A320 in Tianjin.
Der Mutterkonzern sowie Töchter wie Commercial Aircraft Corporation of China (COMAC) und China Aviation Industry General Aircraft (CAIGA) stellen aber auch eigene Flugzeuge her, etwa die Comac C919, die den westlichen Herstellern Konkurrenz machen soll.
Im Jahr 2011 kaufte der Konzern den US-amerikanischen Triebwerksproduzenten Teledyne Continental Motors und Teledyne Mattituck Services von der Mutter Teledyne, CAIGA erwarb 2011 die Cirrus Aircraft. 2013 folgte der deutsche Flugmotorenhersteller Thielert. 2015 erwarb Xinfei France, eine Tochtergesellschaft des Konzerns, 100 % der Anteile am französischen Kühlfahrzeughersteller Lamberet.
AVIC ist Mehrheitsaktionär der deutschen KHD Humboldt Wedag International.

## Flugzeug

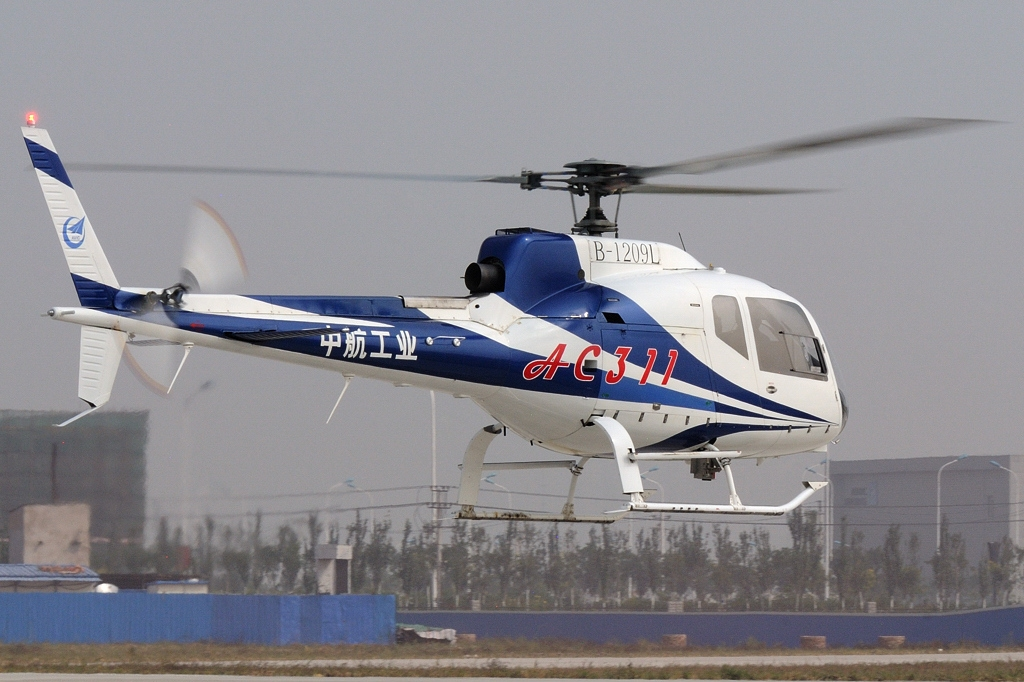
Avicopter AC311

- Avic AG600

## Hubschrauber
- AC311 (Avicopter AC311)[6]
- AC313 (Avicopter AC313)[7]